# Stanislao Giacomantonio
Stanislao Giacomantonio (Cosenza, 24 marzo 1879 – Cosenza, 26 novembre 1923) è stato un compositore italiano.

## Biografia
Avendo dimostrato ben presto un grande temperamento artistico, è avviato agli studi musicali presso il Conservatorio di San Pietro a Majella di Napoli dove, nel 1902 si diplomerà in Alta Composizione. In seguito, presso il Conservatorio Alessandro Scarlatti di Palermo consegue il Diploma di Musica e Canto Corale che gli consente di dedicarsi all'insegnamento. Raggiunta una stabilità economica può dare libero sfogo al suo genio musicale e compone, dopo la sua prima opera "Fiore d'oblio", rappresentata al Conservatorio napoletano, "Fiore d'alpe" opera in un atto su libretto che il suo amico e conterraneo Filippo Leonetti aveva tratto dalla novella della scrittrice Teresita Friedmann-Caduri. Questa opera viene rappresentata per la prima volta nel Teatro Comunale di Cosenza ed il trionfale successo che ne segue induce la casa editrice musicale Sonzogno ad acquistarla, riproponendola, subito dopo la prima guerra mondiale, al pubblico di Milano che la accoglie con uno strepitoso successo.
Dell'autore cosentino sono da ricordare "La Venere di Scauro" e le due opere "Quelle signore" e "La leggenda del ponte" che vengono rappresentate sulle scene del comunale Teatro di tradizione Alfonso Rendano nel centenario dalla sua nascita. L'opera "Quelle signore", su libretto di Filippo Leonetti tratto dall'omonimo romanzo di Umberto Notari, che affrontava lo scabroso tema della prostituzione e che alla sua pubblicazione (nel 1904) suscitò scandalo al punto che l'autore nel 1906 venne processato per "oltraggio al pudore", rappresenta l'espressione più viva della nuova corrente musicale introdotta dalla Giovane scuola italiana che professa ideali di rinnovamento dell'opera lirica, e della quale Giacomantonio è un entusiasta ed attivo assertore.
Ma Stanislao Giacomantonio non si limita a comporre solo musica lirica. Nella sua carriera di compositore compone musica da camera, quali trii, quartetti, musica sacra, musica vocale, strumentale e da camera, di cui buona parte è andata perduta a seguito degli ultimi eventi bellici. Tra le composizioni che è stato possibile recuperare sono da citare una "Scena lirica per soprano ed orchestra" da "I promessi sposi" di Ghislanzoni, una "Elegia" per archi e piccola orchestra, una "Sonata per flauto e orchestra", un "Moderato" per strumenti ad arco, strumentini, corni, arpe e timpani, una "Ave Maria" per baritono ed orchestra e inni, sonate, liriche e romanze.
La morte prematura interrompe l'attività compositiva del musicista, come interrotto rimase il programma di musicare "Maternità" di Filippo Leonetti, "La Gorgonia" di Sem Benelli e "Frate Angelico" di Nicola Misasi. Stanislao Giacomantonio fu anche fondatore e direttore di una fiorente "Scuola d'Archi" istituita dal Municipio di Cosenza, nonché membro onorario dell'Accademia Cosentina. A Cosenza, il locale Conservatorio è stato intitolato a suo nome. A suo nome e a nome di suo figlio Giuseppe, da alcuni anni è stato costituito a Cosenza il "Concorso Lirico Internazionale Stanislao e Giuseppe Giacomantonio".